# Qualifications pour la Coupe du monde de futsal de 1992
Navigation
Éliminatoires de la coupe du monde 1996
Les qualifications pour la Coupe du monde de futsal de 1992 mettent aux prises 22 équipes nationales (sans compter Hong Kong qualifié d'office car pays hôte) afin de qualifier 12 formations pour disputer la phase finale qui se jouera en Hong Kong.
Les qualifications sont organisées par continents (ou confédérations continentales). De ce fait, la difficulté pour obtenir une place en phase finale dépend à la fois du niveau du jeu et du nombre de places réservées au continent d'origine d'une équipe. Les qualifications sur les continents où le futsal n'est pas un sport très répandu sont souvent considérées comme faciles pour les plus grandes équipes de ceux-ci.
Hong Kong, pays organisateur, est qualifié d'office comme le veut la règle habituelle. Il s'agit de la « récompenser » de ses efforts (infrastructures, accueil, organisation, etc.) en lui permettant de mobiliser tout le pays autour du projet, de s'assurer un succès auprès du public local et donc de mieux remplir les stades.

## Liste des qualifiés
La carte suivante représente les équipes qualifiées la Coupe du monde de futsal de 1992 :

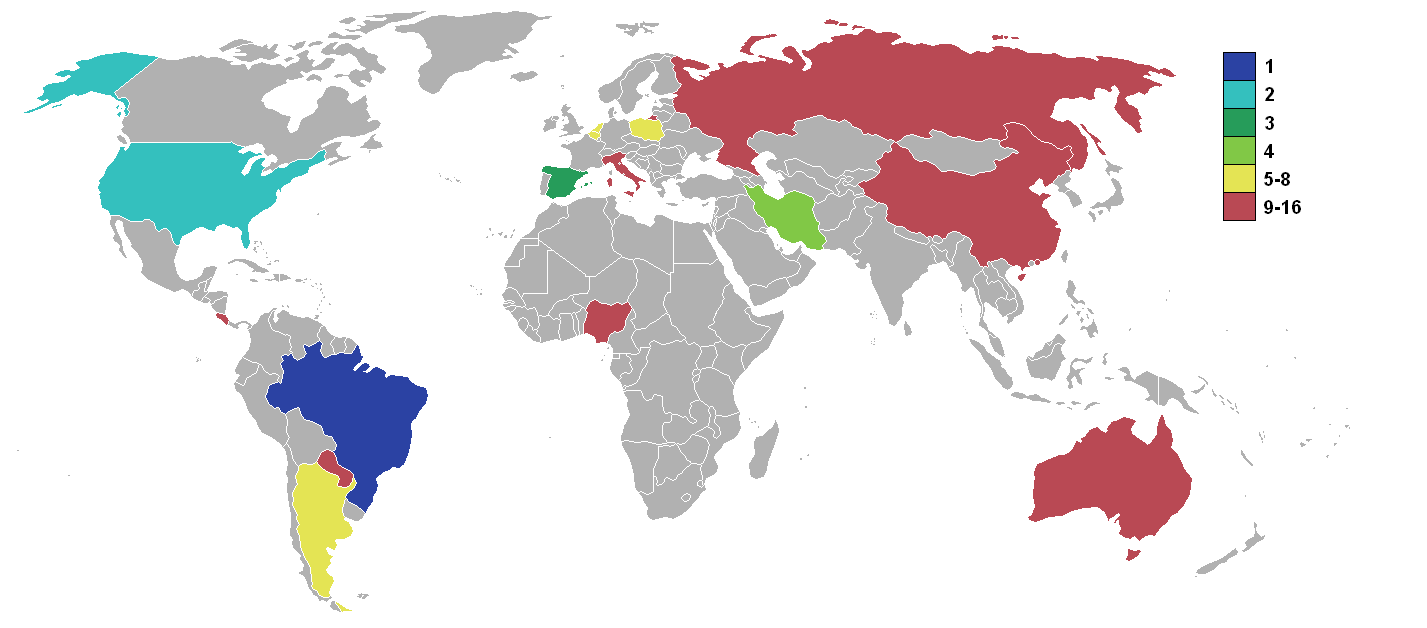
Équipes qualifiées

## Format des qualifications
| Confédération | Confédération | Nom de la zone                         | Équipes engagées | Équipes éliminées | Équipes qualifiées | Date des qualifications |
| ------------- | ------------- | -------------------------------------- | ---------------- | ----------------- | ------------------ | ----------------------- |
|               | UEFA          | Europe                                 | 10               | 4                 | 6                  | ?                       |
|               | AFC           | Asie                                   | 6 + 1            | 4                 | 2 + 1              | 1-3 mai 1992            |
|               | CONMEBOL      | Amérique du Sud                        | 4                | 1                 | 3                  | 2-4 juin 1992           |
|               | OFC           | Océanie                                | 3                | 2                 | 1                  | 15-20 juin 1992         |
|               | CONCACAF      | Amérique du Nord, centrale et Caraïbes | -                | -                 | 2                  | -                       |
|               | CAF           | Afrique                                | -                | -                 | 1                  | -                       |
| Total         | Total         | Total                                  | 23 + 1           | 11                | 15 + 1             | -                       |

Hong Kong, de la zone asiatique, est qualifiée d'office en tant que pays organisateur. L'équipe ne prend donc pas part aux qualifications.
Le Nigeria (Afrique), les États-Unis et le Costa-Rica (CONCACAF) sont invités par la FIFA à participer au tournoi.

## Résultats des qualifications par confédération

### Asie
La Confédération asiatique de football forme deux groupes de qualification, un comprenant les pays d’Extrême-Orient et l'autre du Moyen-Orient. Le premier de chaque groupe se qualifie pour le tournoi final.
| Rang | Équipe    | Pts | J | G | N | P | Bp | Bc | Diff |  | Résultats (▼ dom., ► ext.) |      |     |      |
| ---- | --------- | --- | - | - | - | - | -- | -- | ---- |  | -------------------------- | ---- | --- | ---- |
| 1    | Chine     | 4   | 2 | 2 | 0 | 0 | 21 | 9  | +12  |  | Chine                      |      | 9-4 | 12-5 |
| 2    | Japon     | 2   | 2 | 1 | 0 | 1 | 9  | 13 | -4   |  | Japon                      | 4-9  |     | 5-4  |
| 3    | Thaïlande | 0   | 2 | 0 | 0 | 2 | 9  | 17 | -8   |  | Thaïlande                  | 5-12 | 4-5 |      |

| Rang | Équipe | Pts | J | G | N | P | Bp | Bc | Diff |  | Résultats (▼ dom., ► ext.) |      |      |      |
| ---- | ------ | --- | - | - | - | - | -- | -- | ---- |  | -------------------------- | ---- | ---- | ---- |
| 1    | Iran   | 4   | 2 | 2 | 0 | 0 | 25 | 8  | +17  |  | Iran                       |      | 6-2  | 19-6 |
| 2    | Oman   | 2   | 2 | 1 | 0 | 1 | 14 | 9  | +5   |  | Oman                       | 2-6  |      | 12-3 |
| 3    | Koweit | 0   | 2 | 0 | 0 | 2 | 9  | 31 | -22  |  | Koweit                     | 6-19 | 3-12 |      |

### Europe
| Rang | Équipe      | Pts | J | G | N | P | Bp | Bc | Diff |  | Résultats (▼ dom., ► ext.) |     |     |     |     |     |
| ---- | ----------- | --- | - | - | - | - | -- | -- | ---- |  | -------------------------- | --- | --- | --- | --- | --- |
| 1    | Pays-Bas    | 7   | 4 | 3 | 1 | 0 | 14 | 4  | +10  |  | Pays-Bas                   |     | 2-2 | 3-1 | 2-1 | 7-0 |
| 2    | Yougoslavie | 5   | 4 | 2 | 1 | 1 | 15 | 13 | +2   |  | Yougoslavie                | 2-2 |     | 4-3 | 4-5 | 5-3 |
| 3    | Italie      | 4   | 4 | 2 | 0 | 2 | 17 | 10 | +7   |  | Italie                     | 1-3 | 3-4 |     | 6-0 | 7-3 |
| 4    | Belgique    | 3   | 4 | 1 | 1 | 2 | 10 | 16 | -6   |  | Belgique                   | 1-2 | 5-4 | 0-6 |     | 4-4 |
| 5    | Portugal    | 1   | 4 | 0 | 1 | 3 | 10 | 23 | -13  |  | Portugal                   | 0-7 | 3-5 | 3-7 | 4-4 |     |

L'équipe de Yougoslavie ne prend pas part à la compétition en raison de la guerre de Yougoslavie, elle est remplacée par la Belgique.
| Rang | Équipe          | Pts | J | G | N | P | Bp | Bc | Diff |  | Résultats (▼ dom., ► ext.) |     |     |     |     |     |
| ---- | --------------- | --- | - | - | - | - | -- | -- | ---- |  | -------------------------- | --- | --- | --- | --- | --- |
| 1    | Espagne         | 8   | 4 | 4 | 0 | 0 | 21 | 6  | +15  |  | Espagne                    |     | 5-3 | 7-1 | 3-1 | 6-1 |
| 2    | Russie          | 4   | 4 | 1 | 2 | 1 | 19 | 18 | +1   |  | Russie                     | 3-5 |     | 7-7 | 4-4 | 5-2 |
| 3    | Pologne         | 4   | 4 | 1 | 2 | 1 | 14 | 19 | -5   |  | Pologne                    | 1-7 | 7-7 |     | 3-3 | 3-2 |
| 4    | Hongrie         | 3   | 4 | 0 | 3 | 1 | 12 | 14 | -2   |  | Hongrie                    | 1-3 | 4-4 | 3-3 |     | 4-4 |
| 5    | Tchécoslovaquie | 1   | 4 | 0 | 1 | 3 | 9  | 18 | -9   |  | Tchécoslovaquie            | 1-6 | 2-5 | 2-3 | 4-4 |     |

### Océanie
Les qualifications de l'OFC sont les seules à se jouer en match aller-retour.